# Zwerg-Zypergras
Das Zwerg-Zypergras (Cyperus michelianus) ist eine Pflanzenart aus der Gattung der Zypergräser (Cyperus) innerhalb der Familie der Sauergrasgewächse (Cyperaceae).

## Beschreibung

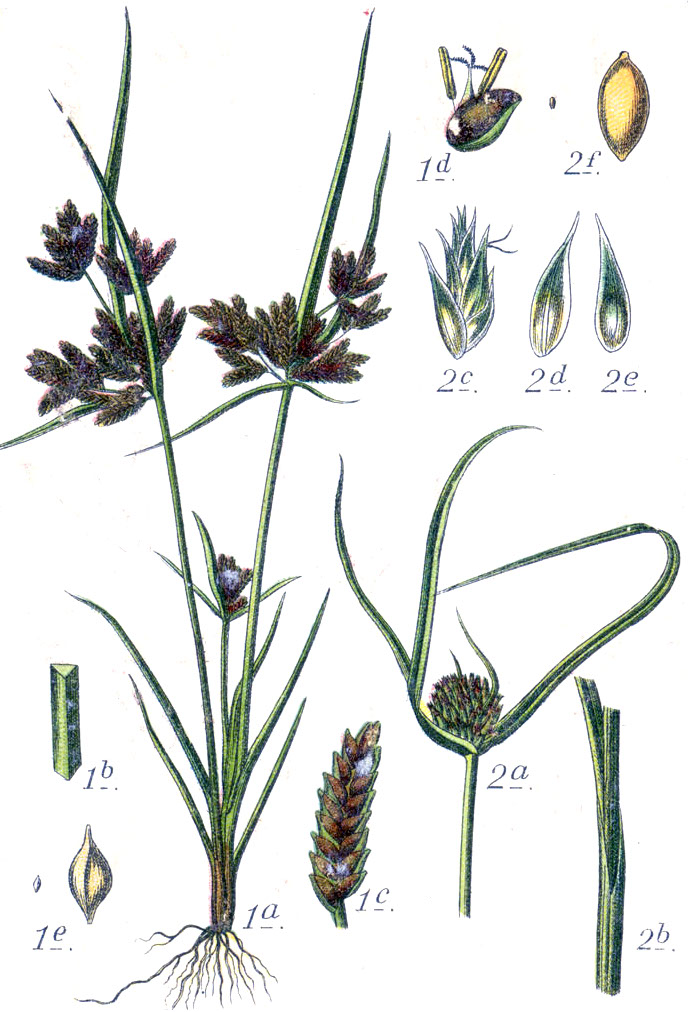
Illustration von Braunem Zypergras (Cyperus fuscus, links, 1a-e) und Zwerg-Zypergras (Cyperus michelianus, rechts, 2a-f)

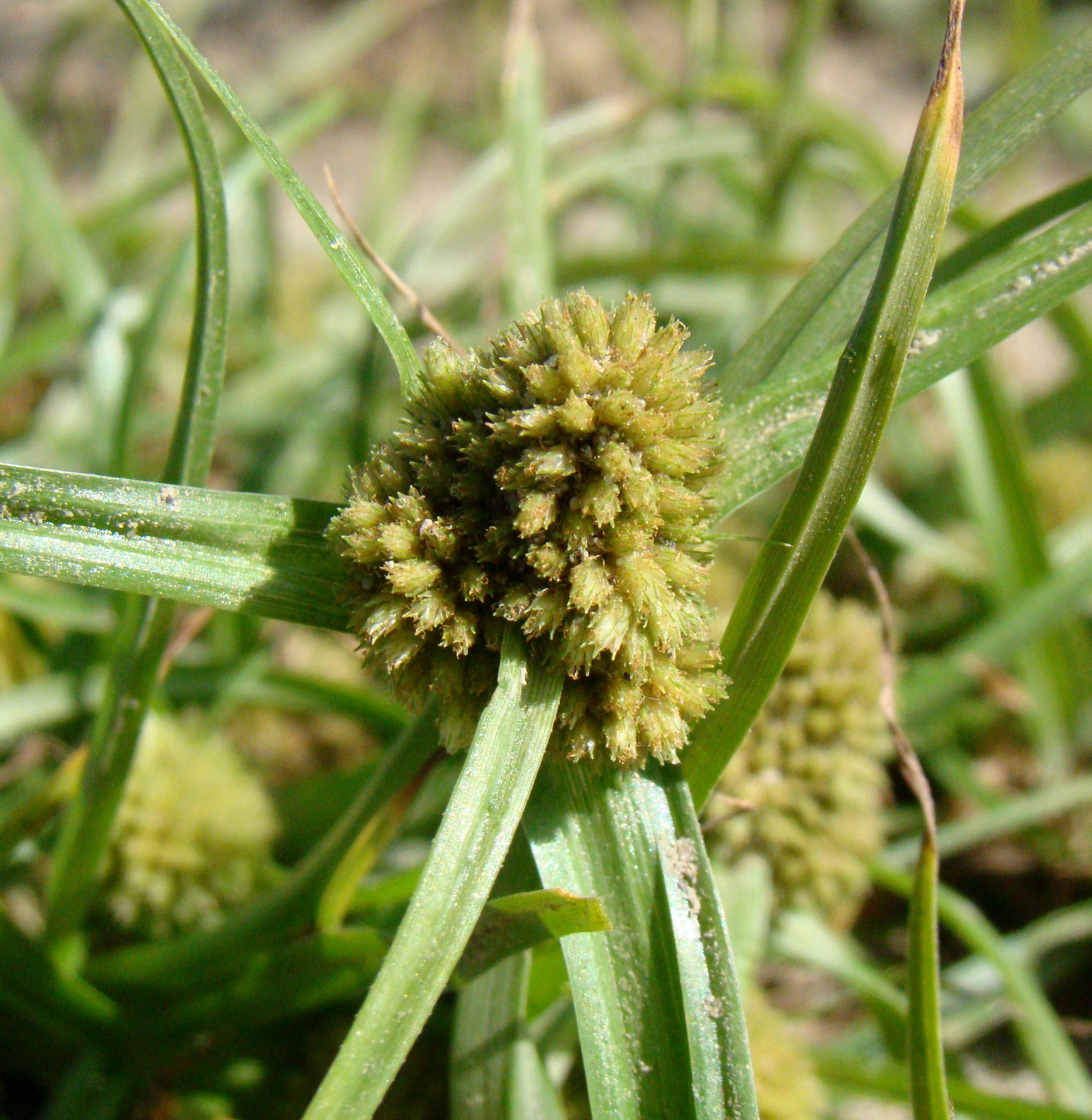
Blütenstand

### Vegetative Merkmale
Das Zwerg-Zypergras ist eine einjährige krautige Pflanze und erreicht Wuchshöhen von 2 bis 10, selten bis zu 15 Zentimetern. Das Zwerg-Zypergras wächst in kleinen, meist dichten Rasen. Der aufsteigende Stängel ist dreikantig, etwa 1 Millimeter dick und nur am Grund beblättert. Die Laubblätter sind in Blattscheide und Blattspreite gegliedert. Die unteren Blattscheiden sind dunkel-rot. Die Blattspreiten sind einfach, flach, nicht rinnig gefaltet und 0,7 bis 2 Millimeter breit sowie 2 bis 20 Zentimeter lang.

### Generative Merkmale
Die Blütezeit reicht von Juli bis September. Im Blütenstand sind die Ährchen relativ dicht angeordnet und bei einer Länge von etwa 1 Zentimeter sowie einem Durchmesser von 6 bis 12 Millimetern fast kugelig. Es sind drei bis acht Tragblätter vorhanden, die 8 bis 12 Zentimeter lang und am Grund verbreitert sind. Die Ährchen sind nur 3 bis 5 Millimeter lang und 1 bis 2 Millimeter dick. Trotz ihrer Kleinheit enthalten sie in drei Längszeilen angeordnet 8 bis 20 Blüten. Die Spelzen sind bei einer Länge von etwa 2 Millimetern sowie einer Breite von etwa 0,5 Millimetern länglich bis schmal-eiförmig und eher spitz zulaufend als abgestumpft; sie sind mit einer etwa 0,3 Millimeter langen Stachelspitze besetzt und weißlich mit einem grünen Kiel. Die Blüten enthalten zwei, selten drei Narben und meist zwei (ein bis drei) Staubblätter.
Die bei Reife hell-braune Frucht ist bei einer Länge von etwa 1 Millimeter länglich bis länglich-elliptisch mit zugespitztem oberen Ende, dreikantig oder abgeflacht, mit scharfen Kanten.

## Vorkommen
Cyperus michelianus ist in Eurasien, Afrika und Australien weitverbreitet. In Europa kommt es in Portugal, Spanien, Frankreich, Italien, Deutschland, in der Schweiz, Österreich, Tschechien, Polen, Slowakei, Ungarn, Slowenien, Kroatien, Bosnien und Herzegowina, Serbien, Montenegro, Albanien, Griechenland, Bulgarien, Rumänien und auf der Krim vor.
Das Zwerg-Zypergras ist insgesamt in Mitteleuropa sehr selten. In Mitteleuropa kommt es nur an der Elbe bei Wittenberg, in Tschechien, der Slowakei, im südwestlichen Polen und im östlichen Österreich vor; vereinzelt findet man es auch am Alpenfuß sowie in der Bresse in Frankreich. In der Schweiz kam es nur im Tessin in der Magadinoebene vor. Unbeständig wurde das Zwerg-Zypergras auch beobachtet in Bayern und in Niedersachsen.
Das Zwerg-Zypergras gedeiht in Mitteleuropa am besten auf schlammigen, basenreichen, aber kalkarmen oder sogar kalkfreien und sommerwarmen Böden, die im Frühjahr und bis in den Sommer hinein andauernd oder zumindest zeitweise überschwemmt sein sollten. Es gedeiht in Pflanzengesellschaften der Klasse Isoeto-Nanojuncetea, besonders in denen des Unterverbands Elatino-Eleocharitenion ovatae. Es kommt auf schlammigen oder sandigen Teich- oder Flussufern, auf den Böden abgelassener Teiche und auf Kiesboden vor.
Die ökologischen Zeigerwerte nach Landolt et al. 2010 sind in der Schweiz: Feuchtezahl F = 4+w+ (nass aber stark wechselnd), Lichtzahl L = 4 (hell), Reaktionszahl R = 3 (schwach sauer bis neutral), Temperaturzahl T = 5 (sehr warm-kollin), Nährstoffzahl N = 3 (mäßig nährstoffarm bis mäßig nährstoffreich), Kontinentalitätszahl K = 2 (subozeanisch).

## Systematik und Verbreitung

### Taxonomie
Die Erstveröffentlichung erfolgte 1753 unter dem Namen (Basionym) Scirpus michelianus durch Carl von Linné in Species Plantarum, Tomus I, Seite 52. Die Neukombination zu Cyperus michelianus (L.) Delile wurde 1813 durch Alire Raffeneau-Delile in Florae Aegyptiaceae Illustratio, Band 2, Seite 50 veröffentlicht. Weitere Synonyme für Cyperus michelianus (L.) Delile sind: Isolepis micheliana (L.) Roem. & Schult., Fimbristylis micheliana (L.) Rchb., Dichostylis micheliana (L.) Nees, Juncellus michelianus (L.) Blatt. & McCann.

### Subtaxa und ihre Verbreitung
Bei Cyperus michelianus (L.) Delile gibt es zwei Unterarten:
- Cyperus michelianus (L.) Delile subsp. michelianus: Sie kommt in Afrika, Eurasien und Australien vor.[3]
- Cyperus michelianus subsp. pygmaeus (Rottb.) Asch. & Graebn. (Syn.: Cyperus pygmaeus Rottb., Dichostylis pygmaea (Rottb.) Nees, Pycreus pygmaeus (Rottb.) Nees, Juncellus pygmaeus (Rottb.) C.B.Clarke): Sie gedeiht in den Subtropen bis Tropen der Alten Welt samt Australien bis Russlands fernem Osten vor.[3] Sie kommt in Europa nur auf Korfu und in Thessalien vor.[2]